# 廃人
廃人（はいじん）とは、病気や障害など様々な事情で普通の人間生活を営めない者とされる。蔑称であるため、使用に注意する必要がある。適切な言い換えとしては、無闇に一括りにしない、各々の症状や状態の名称が用いられる。
戦前においては、戦病や戦傷などで兵役を免除ないし除隊された者を「廃兵」と称した。この名称はパリの「オテル・デ・ザンヴァリッド（廃兵院）」などに残っている。

## 概要
「廃人」と一般に呼ばれる場合、その多くは健常者と比較し著しく社会性が損なわれている場合を指す。特に差別的要素が強いため、先天的（ないし後天的）な精神障害などで精神が破壊ないし活動が阻害されていたり、正常な社会活動が困難な状態を指す場合に使用される。
廃人という言葉は古くから用いられたようで、以下のような原因により（当人の落ち度がない場合もあるにもかかわらず）正常な社会生活を営めなくなった存在として扱われた。その一方で、特に麻薬・覚醒剤・アルコール中毒者が著しく非難され、恥ずべき存在であるとして、日本では座敷牢や土牢といった牢獄で監禁状態に置かれていたケースも少なからずあった。
- 事故で重大な損傷を負った者（頭部・脊髄への深刻なダメージ）
- 精神障害や感染症による精神活動への影響
- 麻薬、覚醒剤、向精神薬、阿片などの薬物の乱用（医療で使用する必要がある場合も含む）
- 一酸化炭素などによる中毒

現在でこそ、それらの監禁が人権蹂躙であるとして忌避されるようにはなってはいるものの、認知症の老人を預かる特別養護老人ホームや、精神性疾患のある者を保護している精神障害者保護施設への周囲の偏見は根強い。それら施設の建設や移転の際には、周辺地域住民との感情的な摩擦が度々報告されている。
その一方で、1970年代後半から1980年代には、公共広告機構（現：ACジャパン）や、政府広報、日本民間放送連盟などの団体が放送した覚醒剤追放キャンペーンのCMで、暗に薬物中毒者を「社会的に忌避すべき者」とみなす社会的風潮も発生した。これらでは、「好奇心から薬物乱用に走ることで、すぐ廃人になる」というイメージがテレビ放送によって流布されていた。

### 薬物乱用と廃人
各々の薬物やアルコール中毒者には若干ながらも同情すべき余地があったり、または健全な環境に受け容れることで依存度を低下させられる余地がある。またアルコール中毒になりやすい要因としては孤独やストレスが挙げられ、依存の改善にはまず孤独感の解消が奨められている。
覚醒剤や麻薬といった薬物乱用でもこの辺りの事情は深刻で、人権擁護団体のアムネスティ・インターナショナル日本が2003年11月に行ったシンポジウムでは、薬物依存元受刑者（刑期を終えて出所した人）らが、日本国内で過去に薬物乱用を行った者（刑事的には刑期を終えているとしても）に対しての偏見が強く、健全な社会復帰を阻んでいる要因にもなっていると述べている。
日本では薬物乱用を行った者には罰則を与え、刑務所内で薬物乱用を行わないよう教育を行っているが、この教育は通り一遍の「薬物乱用はこんなに恐ろしい副作用がある」といった内容のビデオを見せ、感想文を書かせるが、「余計に薬物のことを思い出してしまう」という意見もあり、先に挙げたシンポジウム出席者は「薬物乱用をしてしまう者の心情（苦しみ）がまるで理解されていない」と、むしろ疎外感すら抱き、結果的に刑務所内で同じ薬物乱用で受刑中の者達が親近感を持つようになり、出所後にこの人脈から、薬物乱用への誘惑が絶ち難くなっている悪循環の傾向があることを述べている。
麻薬への依存が日本の覚醒剤問題以上に深刻な社会問題となっている欧米では、薬物依存カウンセリングが盛んで、薬物依存からの脱却を希望する者同士がカウンセラーを交えて各々の悩みを打ち明けながら助け合う集団カウンセリングも行われている。日本でも同種の取り組みが始まっている。

## インターネットスラング
インターネットスラングでは、上記のような意味から転じて、何かに過剰に熱中して、日常生活に支障を来してしまっている人を「廃人」と呼ぶ例があり、自嘲的な例や他者を皮肉る例のどちらでも用いられている。用例としては「ネット廃人」や「ツイッター廃人」（略称「ツイ廃」）など。
日本のパソコン情報誌であった「PC-WAVE」などが初期に使い始めた例だが、その他としてネットワークゲームに没頭する意味の俗語に関してはオンラインゲーム依存症を、インターネット上のその他のサービスに没頭している状態の俗語はネット中毒を、サービスに依存している症状に関してはインターネット依存症を参照のこと。